# Sphaerodactylus inaguae
Sphaerodactylus inaguae — вид геконоподібних ящірок родини Sphaerodactylidae. Ендемік Багамських Островів.

## Поширення і екологія
Sphaerodactylus inaguae мешкають на острові Великий Інаґуа та на сусідньому острівці Шип-Кей. Вони живуть в прибережних заростях, трапляються в садах і поблизу людських поселень. Відкладають яйця.

## Збереження
МСОП класифікує цей вид як такий, що перебуває під загрозою зникнення. Sphaerodactylus inaguae загрожує хижацтво з боку інвазивних кішок і щурів та конкуренція з інтродукованими геконами Hemidactylus mabouia.